# Калмицькі козаки
Калмицькі козаки — різні групи калмицького народу, які входили до складу козацьких військ.

## Історія
В XVII—XVIII ст. в процесі розпаду Зюнгарського ханства і поглинення його Китайською імперією, частина його жителів переселилася на Захід, у степи поблизу Волги і Дона, а з часом навіть Дніпра (південної України). Один з перших українських козацьких отаманів, хто залучав калмиків до своїх походів і захисту українських земель був Іван Сірко.
Калмики це чи не перші буддисти, що з'явилися на землях України.
У часи Російської імперії калмицькі козаки відігравали, зокрема, помітну роль у житті Донського і Астраханського козацьких військ. У часи громадянської війни у козацьких військах були утворені повністю калмицькі частини — Дзюнгарський кінний полк у війську Донському і калмицькі полки у астраханців. Вони мали особливий статус.

## Чугуївські калмики
Надалі ці люди переважно буддійської віри, разом з українськими і донськими козаками, не раз брали участь у захисті кордонів Російської імперії і України від військ Османської імперії, часом беручи участь у повстаннях проти царського режиму. Траплялися і конфлікти як напр. під час отаманування Леська Шкури. Основна їх частина жила поза межами України, хоч на землях Слобожанщини і зафіксовані окремі калмицькі поселення і громади. Одна з таких громад відома у місті Чугуїв, що знайшло відображення навіть у його гербі: «Населені сюди з калмицької орди козаки були одягнені в калмицькі чуги, через що місто почали називати Чугуїв». Якби там не було, а ці калмики прийняли загальну самоназву «козаки», були прийняті до козацького стану і особового складу Військ Запорізького і Донського і змішались з місцевим населенням настільки, що їх нащадки нині ідентифікують себе українцями і росіянами. З іншого боку, там де громади калмицьких козаків були чисельніші (переважно на землях Війська Донського) їм в багатьох випадках вдалося до нинішнього часу зберегти свою самобутність, зокрема пам'ять про походження, мову і буддійську віру.

## Ставропольське калмицьке військо
З калмиків, які служили на Оренбурзькій лінії, у 1745 році було сформоване Ставропольське калмицьке військо, назване за тодішнім ім'ям міста Тольятті на Волзі. Військо проіснувало до середини ХІХ століття.

## Бузави—донські козаки
Так само, як і у складі інших вір і народів Російської імперії (українського, російського, татарського) реєстрові козаки утворили у складі калмицького народу і буддійської спільноти окрему групу, навіть субетнос, відомий як бузави
(«вояки», «люди з рушницями»). У житті калмиків так само як і інших народів Азії до XX ст. цей поділ мав велике значення. Бузави були переважно з роду ходжеут улуса Зед, на відміну від інших груп калмиків — торгудів і дервюдів, пам'ять про існування цього родового поділу зберігається у калмицькому середовищі досі. Бузави населяли Салькський округ Області війська донського та входили до складу Донського козацького війська.

## Калмицький рух за покозачення
Перехід калмиків до козацького стану у Російській імперії був ідеєю, яку наприкінці XIX — на початку XX століть розвивали калмицькі князі Тундутови. Ця ідея була реалізована під час Російської революції влітку — восени 1917 року. Восени 1917 калмицький народ був прийнятий до складу астраханського козацтва, був створений Калмицький військовий уряд. У січні 1918 року відбулося повстання астраханських козаків та калмиків проти більшовиків, яке зазнало поразки після двох тижнів вуличних боїв. Калмицька пореволюційна та повоєнна еміграція зберігала тісні зв'язки з козацькою діаспорою у Європі та Америці.

## Відомі особистості
Одним з найвідоміших калмицьких козаків є Городовиков Ока Іванович, один з творців Червоного козацтва, в подальшому — командир Червоної Армії.